# Kuhfelde
Kuhfelde är en kommun och ort i Altmarkkreis Salzwedel i förbundslandet Sachsen-Anhalt i Tyskland.
Kommunen bildades den 1 juli 2009 genom en sammanslagning av de tidigare kommunerna Kuhfelde, Siedenlangenbeck, Valfitz och Püggen i den nya kommunen Kuhfelde.
Kommunen ingår i förvaltningsgemenskapen Beetzendorf-Diesdorf tillsammans med kommunerna Apenburg-Winterfeld, Beetzendorf, Dähre, Diesdorf, Jübar, Rohrberg och Wallstawe.